# Rec de les Nogueres
El Rec de les Nogueres és un corrent d'aigua que discorre pel terme municipal de l'Estany, de la comarca del Moianès.

El Rec de les Nogueres, respecte del terme de l'Estany

Es tracta del rec que ressegueix el fons de l'antic estany de l'Estany que es va obrir per dessecar l'estany, al segle xvi. És l'origen de la Riera de l'Estany. Es forma a la Font Pedrosa, en el vessant sud-occidental del Serrat de l'Horabona, a prop i al nord-est de Cal Jan, des d'on davalla cap al nord-oest, fins que arriba al que fou el fons de l'estany esmentat, a tocar del Revolt del Camp Gran, a ponent del Camp Gran. Allí, gira cap al nord, resseguint tot l'antic estany; deixa a la dreta el Camp de les Pedres, el Prat, fins que arriba a la Zona Esportiva Municipal de l'Estany, on és soterrada. Quan surt per l'altre costat del túnel, ja és la Riera de l'Estany. A la seva riba es conserven unes poques mostres de flora i fauna associada a les zones humides (càrexs, bogues, alguns salzes aïllats, etc.). Podria desaparèixer si es realitza el projecte de recuperar l'estany.